# Südafrikanische Netball-Nationalmannschaft
Die südafrikanische Netball-Nationalmannschaft (englisch South Africa national netball team) vertritt Südafrika im Netball auf internationaler Ebene.

## Geschichte
Südafrika war Teil der ersten Ausgabe der Weltmeisterschaft im Jahr 1963. Dort erreichten sie den sechsten Platz. Vier Jahre später konnten sie sogar den dritten Platz erzielen. Daraufhin wurden sie vom internationalen Netball auf Grund der Apartheid-Politik suspendiert. Erst nach deren Ende durften sie ab 1995 wieder daran teilnehmen und erzielten bei ihrer Rückkehr, nachdem sie überraschend Neuseeland schlugen, den 2. Platz. Wichtigste Spielerin bei diesem Triumph war Irene van Dyk. 1998 konnten sie den vierten Platz bei den Commonwealth Games erreichen. Bei den beiden folgenden Ausgaben der Weltmeisterschaft (1999 und 2003) erzielten sie jeweils den fünften Platz. Auch in den folgenden Jahren verblieb man auf diesem Niveau bei Weltmeisterschaften und Commonwealth Games. Bei der Netball-Weltmeisterschaft 2019 konnte man dann wieder einen vierten Platz erzielen. Bei der Netball-Weltmeisterschaft 2023 wird man erstmals ein Weltturnier auf eigenem Boden austragen.

## Internationale Turniere

### Commonwealth Games
- 1998: 4. Platz
- 2002: Viertelfinale
- 2006: Vorrunde
- 2010: Vorrunde
- 2014: Vorrunde
- 2018: 5. Platz
- 2022: 6. Platz

### Netball-Weltmeisterschaft
- 1963: 6. Platz
- 1967: 3. Platz
- 1971: nicht teilgenommen
- 1975: nicht teilgenommen
- 1979: nicht teilgenommen
- 1983: nicht teilgenommen
- 1987: nicht teilgenommen
- 1991: nicht teilgenommen
- 1995: 2. Platz
- 1999: 5. Platz
- 2003: 5. Platz
- 2007: 6. Platz
- 2011: 5. Platz
- 2015: 5. Platz
- 2019: 4. Platz
- 2023: qualifiziert